# Imperatriz
Imperatriz város Brazíliában, Maranhão államban. Lakosainak száma 273 110 fő (2022). Imperatriz Senador La Rocque, Augustinópolis, Cidelândia, Davinópolis, Maranhão, Governador Edison Lobão, João Lisboa, Praia Norte, Sampaio, São Francisco do Brejão és São Miguel do Tocantins községekkel határos.

## Népesség
A település népességének változása:
| Lakosok száma | 230 566 | 247 505 | 259 337 | 259 980 | 273 110 |
|               | 2000    | 2010    | 2020    | 2021    | 2022    |